# فتاة وبنادق (فلم)
فتاة وبنادق (بالفرنسية: Une fille et des fusils) فيلم جريمة، كوميدي فرنسي من إخراج كلود ليلوش، وصدر في عام 1965. يُعرف أيضًا في العالم الناطق باللغة الإنجليزية باسم «التأثير المنحط أو أن تكون محتالاً To Be a Crook». كتب الفيلم كلود ليلوش بمساعدة بيير أوترهوفن، ويروي الفيلم قصة ترك خمسة شبان أعمالهم منخفضة الأجر ليصبحوا لصوصًا، واستلهموا من «فيلم نوير» دراسة الملاكمة والجودو لإنشاء مدرسة لأفراد العصابات في المستقبل.

## طاقم التمثيل
جانين ماجنان: في دور مارتين
جان بيير كالفون: في دور جان بيير
جاك بورتيه: في دور جاك
حميدو: في دور حميدو (الفيلم الثاني خلال مسيرته، والثاني من إخراج ليلوش) (2 أغسطس 1935 - 19 سبتمبر 2013).
بيار بروح: في دور بيار
بيتي بيكرز: في دور العاهرة
يان باري: في دور صاحب الحانة الصغيرة
بيير بوردون: في دور بت بارت
أنيت كارسينتي: في دور النجمة
جيرارد سيري: في دور صوت المراسل

## أحداث الفيلم
يسأم أربعة عمال شبان، من ظروفهم الحياتية، ويقرروا أن يصبحوا رجال عصابات. ويحذرهم جان بيير (جان بيير كالفون)، زعيم العصابة، من أن هذه المهنة لا يمكن ارتجالها، وبالتالي يجب تعلمها. لذلك يقيموا معًا أول مدرسة للعصابات حيث سيكونون طلابًا ومعلمين في هذه المدرسة. تنضم مارتين (جانين ماجنان)، الشابة الصماء والبكماء، التي تهوى الرسم على الأرصفة إلى المجموعة. يشمل التدريب الدخول في حالة جسدية (لا مزيد من الكحول أو التبغ)، والتحمل على التنفس والضربات، وممارسة الرياضات القتالية، والتعامل مع الأسلحة، وتعلم البوكر، وما إلى ذلك. تبدأ المجموعة بارتكاب «ضربات صغيرة» ثم تكثيف السرقات التي تتصدر عناوين الصحف، كما أنهم يواجهون بعض الانتكاسات، مثل محاولة خطف كلب عاهرة، أو تخويف عصابة منافسة. تقوم المجموعة باختطاف نجم سينمائي من أجل الحصول على فدية، وسرعان ما يصاب أحد أفراد العصابة بالذعر عندما يرى ضابط شرطة في مكان التبادل، ويقوم بمهاجمة العديد من الأشخاص. يلجأ الرجال الأربعة، وهم في حالة ارتباك، إلى زعيم عصابة سابق ويتساءلون كيف يتعاملون مع بقية الأحداث وينتهي بهم الأمر بقتل بعضهم البعض، ولا يبقى منهم سوى مارتين التي تعود للرسم على الأرصفة.

## الإنتاج
الفيلم هو أول نجاح لكلود لولوش بعد أربعة اختبارات فاشلة للأفلام الروائية، (واحد غير مكتمل، والآخر لم يتم إصداره في فرنسا، والثالث تم إتلاف النسخ والصور السلبية له).

## استقبال الفيلم
كتب الناقد الأمريكي الكبير روجر إيبرت: «قدم كلود ليلوش عدة أفلام قبل أن يفوز بالجائزة الكبرى مع فيلم»رجل وامرأة «... لقد كانت خيبة أمل لعشاق» رجل وامرأة«لأنه لم يحتوي على غروب شمس واحد، ولا صور جميلة، ولا ركوب الخيل على الشاطئ، ومحادثة واحدة فقط تم التقاطها من خلال حاجب الريح الممطر... مع أخذ هذه السابقة غير السعيدة في الاعتبار، قد يميل عشاق ليلوش إلى تجنب هذا الفيلم، ولا ينبغي لهم هذا، إنه مثال مثير للاهتمام لعمل ليلوش والذي تأثر بشدة بجودار... قد يفضل هواة الأفلام الذين وجدوا فيلم» رجل وامرأة«مبالغًا فيه، هذا الفيلم أكثر تجريبية، وأكثر رقة... تأثير جودار في كل مكان. يبدأ الفيلم بنهاية فيلم آخر، فيلم عصابات تشاهده شخصيات ليلوش، حيث يتم تقديم كل واحد من الأبطال بصوت رجل يملي على ما يبدو السيناريو... ما يحدث إذن هو أن الفيلم» يصنع نفسه«وأنت تشاهده. لا يخفي ليلوش العملية، بدلاً من ذلك، يذكرنا باستمرار أنه يتم صنع فيلم، الفيلم هو أداة مفضلة للموجة الجديدة».
كتبت مارجوت س. كيرانان على "فيلم كوارترلي Film Quarterly" في خريف 1967: "الفيلم هو محاكاة ساخرة من ليلوش لأعمال العصابات الأكثر شهرة، لشباب يجتمع في مقهى الضواحي البائس في باندي أبارت، وتشعر أنه مع هذا الفيلم يعمل ليلوش انطلاقاً من ارتباط حقيقي بشخصياته وبيئته، وهو شعور غائب ومختلف عن فيلمه الناجح "رجل وامرأة".
الأبطال متراخون حول أسلحتهم مثل ستيف ماكوين، وهم مضحكين ومؤثرين ومخيفين. الفكاهة والعاطفة التي يرى بها ليلوش نشطاء مدرسة العصابات (يتذكر المرء رد فعل العصابة المبتهج عندما يقول قائدهم أنهم سيتدربون مثل الساموراي) يجعل الخاتمة العنيفة مؤلمة. إن قيم الأفلام التجارية، التي يسخر منها ليلوش هنا بذكاء ومهارة، كلها للأسف مرئية جدًا في (رجل وامرأة). يأمل المرء أنه مع هذا النجاح الكبير في السوق، يمكنه أن يجد طريقه إلى الأسلوب المليء بالحيوية لهذا الفيلم.

## روابط خارجية
- فتاة وبنادق على موقع IMDb (الإنجليزية)
- فتاة وبنادق على موقع ألو سيني (الفرنسية)
- فتاة وبنادق على موقع Turner Classic Movies (الإنجليزية)
- فتاة وبنادق على موقع أول موفي (الإنجليزية)
- فتاة وبنادق على موقع فيلمافينيتي (الإسبانية)
- فتاة وبنادق على موقع قاعدة بيانات الأفلام السويدية (السويدية)
- فتاة وبنادق على موقع قاعدة بيانات الفيلم (الإنجليزية)
- فتاة وبنادق على موقع ليتربوكسد (الإنجليزية)
- فتاة وبنادق على موقع كينوبويسك (الروسية)